# Fever*Fever
Fever*Fever to czwarty studyjny album J-pop grupy muzycznej Puffy AmiYumi. Album został wydany w 1999 roku.

## Lista utworów
1. Stray Cats Fever
2. Yumeno Tameni
3. Nichiyoubi no Musume
4. Nannarito Narudeshou
5. Kireina Namidaga Tarinaiyo
6. Taiyo
7. ROBOT PROTO
8. Puffy de Rumba
9. Koino Line Aino Shape
10. Always Dreamin' About You
11. Natsuyasumi Proto-type
12. Hatarakuyo
13. Puffy de Bossa
14. Tararan
15. Darega Soreo